# LK-99

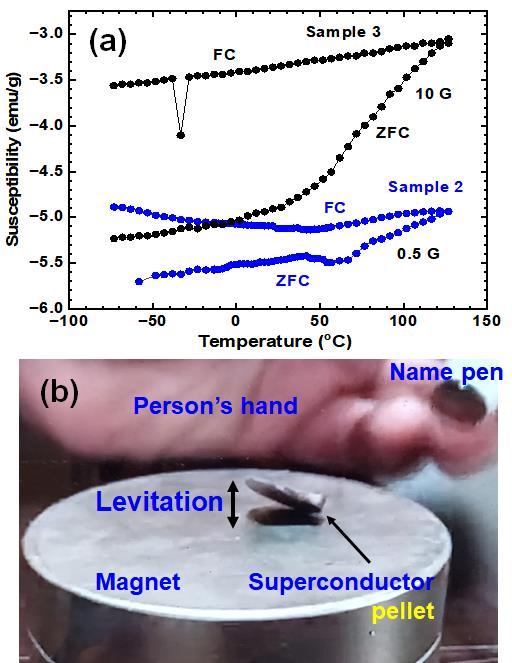
(a) LK-99の反磁性感受率測定、 (b) 磁石の上で部分的に浮遊するLK-99の試料

LK-99（Lee‐Kim-1999から）は、韓国の研究者が開発に成功したとする、常温常圧下において超伝導を起こすと考えられていた物質である。後に、LK-99は超伝導体ではないことが明らかになった。LK-99は、鉛アパタイトをわずかに変更した六方晶構造である。

## 概要
韓国の高麗大学校の付属研究機関「Quantum Energy Research Centre (Q-Centre)」に所属する研究チームが「室温かつ常圧での超伝導」を起こす物質LK-99を開発したとする論文を2023年7月22日にarXiv上で発表した。arXivはプレプリントを投稿するサイトであるため、LK-99についての論文は2023年7月29日現在、査読を受けていない。
LK-99の超伝導性は温度や圧力によるものではなく、僅かな収縮に基づく微小な構造の歪みに起因すると報告されている。
原著論文は、「長い科学の歴史から人類は物質の特性はその構造に由来すると学んできた。しかし、これまで超伝導と物質構造との相関関係はほとんど明らかになっていない。実際にこれまで発見された超伝導の主な要因は『温度と圧力』だけである」と指摘。さらに「低温、または高圧下では物質の体積が収縮する。この体積収縮が物質に微小な歪みを生じさせこれが超伝導を引き起こす要因になっている」とし、「LK-99は鉛アパタイトに銅をドープ（添加）することによりわずかな（0.48%）の体積収縮を起こし、この温度、圧力によらない体積収縮が超伝導性を引き起こしている」と述べている。
LK-99という名称は、発見者の李石培（朝鮮語: 이석배、英語: Sukbae Lee）と金智勳（朝鮮語: 김지훈、英語: Ji-Hoon Kim）の頭文字と発見年度（1999年）を合わせたもの。
室温で超伝導を実現したとされる論文は2020年にも別の研究者から提出されているが、不備が指摘され論文も撤回されている。

## 組成
論文では、ラナルカイト(Pb2(SO4)O )とリン化銅(Cu3P)をモル比1:1の割合で粉砕して混合物を真空排気した石英管に密封した上で925℃まで加熱すると化学式Pb10-xCux(PO4)6OのLK-99が形成されるとしている。

## 社会の反応

### 科学界の反応
論文発表当時の超伝導の最高温度は170GPa (大気圧の約100万倍) という超高圧下という条件下で250Kであったため、「常温かつ大気圧下」で超伝導となるLK-99に対して、多くの材料工学と超伝導の専門家は、懐疑的な反応を示していた。
2023年7月27日、サイエンス誌は「論文の細部が不足して物理学者たちが懐疑感に包まれている」と学界の反応を載せた。
2023年8月4日、ネイチャー誌も「注目に値する結果を実験的・理論的に再現しようとする初期の努力が失敗し、研究者たちは依然として非常に懐疑的だ」とする論説を載せた。
2023年8月16日、ネイチャー誌は世界各国の研究者が行ったLK-99の再現研究を紹介し、「研究者がLK-99の謎を解明したようだ。科学的な探偵作業を通じて、この物質は超伝導体ではないという証拠を発見し、実際の特性を明確にした」との記事を載せた。
2023年8月31日、韓国超伝導低温学会の「LK-99検証委員会」は韓国国内研究機関4ヵ所で「LK-99」再現実験を進めた結果、超伝導特性を表す事例はなかったと明らかにした。
2023年12月13日、「LK-99検証委員会」は『LK-99検証白書』を発表し、白書の中で「公開された論文データと国内外の再現実験の結果を総合考慮すると、LK-99が常温・常圧超伝導体だという根拠は全くない」とした。
2023年7月に世間の注目を集めた後、アルゴンヌ国立研究所、南京大学等いくつかの独立したグループや研究室が合成の再現を試み始めている。

### 経済界の反応
LK-99の発表をうけて、2023年8月1日の時点で世界的に超伝導関連株は軒並み上昇し、韓国市場では関連5銘柄がストップ高が続いたため、サーキットブレーカーの発動を受けた。同日、アメリカの電力送電インフラ大手「アメリカン・スーパーコンダクター」も1日で株価が60%上昇した。中国証券市場でも同日、超伝導体テーマ株に分類される光ケーブル企業の法爾勝と中超控股、百利電気などが10％上がるストップ高を記録した。

## 各研究機関における検証状況
2023年8月4日現在の進捗状況は以下。現時点で、常温常圧超伝導を再現したとする査読付き論文は存在しない。成功したという報告も誤解である可能性がある。
| 研究機関                                                           | 国                    | 状態                                             | 評価                      | 結果 | 報道                                | 論文                                |
| ------------------------------------------------------------------ | --------------------- | ------------------------------------------------ | ------------------------- | --- | ----------------------------------- | ----------------------------------- |
| エレファンテック（Elephantech）                                    | 日本                  | 試行中                                           | 失敗                      | ・浮上‐× ・反磁性‐× ・強磁性‐× |                                     |                                     |
| アルゴンヌ国立研究所、米エネルギー省                               | アメリカ合衆国        | 試行中 (8月9日までに発表）                       |                           | | サイエンス誌                        |                                     |
| MIT（マサチューセッツ工科大学）                                    | アメリカ合衆国        | 韓国へ検証団を派遣                               |                           | |                                     |                                     |
| プリンストン大学、マックスプランク固体物理化学研究所、オレゴン大学 | アメリカ合衆国 ドイツ | 予備結果公表                                     | 失敗                      | ・XRD適合‐〇 ・強磁性‐〇 ・奇妙な多磁性体 ※理論上も超伝導ではないとした。 |                                     |                                     |
| ニューヨーク州立大学                                               | アメリカ合衆国        | 理論検証完了（未発表）試行中                     |                           | |                                     |                                     |
| スタンフォード大学、国立加速器研究所の凝縮物理学者ら               | アメリカ合衆国        | 試行示唆                                         |                           | |                                     |                                     |
| カリフォルニア大学アーバイン校                                     | アメリカ合衆国        | 理論検証完了                                     |                           | |                                     |                                     |
| ウースター工科大学                                                 | アメリカ合衆国        | 試行中                                           |                           | |                                     |                                     |
| コーネル大学                                                       | アメリカ合衆国        | 試行中                                           |                           | |                                     |                                     |
| イリノイ大学                                                       | アメリカ合衆国        | 試行中                                           |                           | |                                     |                                     |
| 南カリフォルニア大学、ヴォルダ・スペースインダストリーズ           | アメリカ合衆国        | 分析継続                                         | 失敗                      | ・XRD‐△ ・浮上‐〇 ・マイスナー効果‐× ・反磁性‐× ・強磁性‐〇 ※マイスナー効果ではなかった。 浮上は大量の鉄粒子が混入して強磁性を帯びたためとした。 ※ヴォルダはシリコンバレーの宇宙工学系ベンチャーの代表格であり、民間企業である。（企業は、宣伝、利益、資金収集を主要目的の一つとする点で、公的な研究機関とは異なる。） |                                     |                                     |
| コロンビア大学                                                     | アメリカ合衆国        | 試行中                                           |                           | |                                     |                                     |
| ケンブリッジ大学                                                   | イギリス              | 理論検証完了                                     |                           | |                                     |                                     |
| マンチェスター大学                                                 | イギリス              | 合成中、特性を評価                               |                           | |                                     |                                     |
| 華中科学技術大学 (HUST）国家重点実験室                             | 中国                  | 予備結果公表                                     | 部分成功                  | ・XRD適合‐〇 ・浮上‐〇 ・反磁性‐〇 ・ゼロ抵抗‐測定不能 サンプルが微小すぎるため、 抵抗測定不能。再試行中。 | タイム誌ほか                        | 仮論文：arXiv                       |
| 中国科学技術院北京国立凝縮固体物理研究所                           | 中国                  | 予備結果公表                                     | 失敗                      | ・XRD適合‐〇 ・ゼロ抵抗‐× ・超電導のような抵抗率と磁化率転移あり ※LK-99の超電導のような挙動は、実際には超伝導でなく硫化銅の一次構造相転移時の抵抗率低下によるものであるとした。 オリジナル論文の挙動を再現したうえで、それらの誤解を示唆。                                                                             |                                     | 仮論文：arXiv                       |
| 北京大学国際量子物質センター                                       | 中国                  | 予備結果公表                                     | 部分失敗                  | ・XRD適合‐〇 ・浮上‐△（半浮上） ・強磁性‐〇 ・反磁性‐△（低束時） ・ゼロ抵抗‐× |                                     | 仮論文：arXiv                       |
| 北京航空航天大学                                                   | 中国                  | 予備結果公表                                     | 失敗                      | ・浮上‐× ・反磁性‐× ・半導体のような挙動あり |                                     | 仮論文：arXiv                       |
| 東南大学                                                           | 中国                  | 予備結果公表                                     | 部分成功（110K下）        | ・XRD適合‐〇 ・ゼロ抵抗‐〇 ・マイスナー効果‐× ※ゼロ抵抗は110K下、一部のサンプル。 （それ以外のサンプルは特異な半導電性を持つ） ※京都大学固体量子物性研究室の研究員が、抵抗測定データに関して、解釈の誤りを指摘。 メリーランド大学凝縮物質理論センターからも同意見がなされた。                                          | ネイチャー誌、 ワシントンポストほか | 仮論文：arXiv                       |
| 中国科学技術大学                                                   | 中国                  | 予備結果公表                                     | 成功を主張                | ・浮上‐〇 ・反磁性‐〇（強い） | テンセント新聞 、台湾科技新報ほか   |                                     |
| 曲阜師範大学                                                       | 中国                  | 論文執筆中                                       | 部分成功                  | ・反磁性‐〇 ・ゼロ抵抗 - × | Baidu界面新聞ほか                   |                                     |
| 上海大学                                                           | 中国                  | 予備結果公表                                     | 失敗                      | ・反磁性‐× |                                     |                                     |
| 南京大学                                                           | 中国                  | 試行中                                           |                           | |                                     |                                     |
| ロシア科学アカデミー                                               | ロシア                | 予備結果未発表（8月7日に査読付き論文を発表予定） | 成功を主張                | ・浮上‐〇 ・マイスナー効果‐〇 |                                     |                                     |
| ロシア国立研究原子力大学MEPhI (モスクワ工学物理学研究所)           | ロシア                | 予備結果未発表                                   | 成功を主張                | ・浮上‐〇 ・マイスナー効果‐〇 |                                     |                                     |
| 国立レベデフ物理学研究所                                           | ロシア                | 予備結果公表                                     | 失敗                      | ・XRD適合‐〇 ・反磁性‐× ・ゼロ抵抗‐× |                                     |                                     |
| コレージュ・ド・フランス                                           | フランス              | 再試行中                                         | 失敗                      | ・XRD適合‐○ ・浮上‐× ・見たことない奇妙な特性がある。 |                                     |                                     |
| LK99検証委員会（韓国超伝導学会）                                   | 韓国                  | 試行中                                           |                           | 検証前にもかかわらず、常温常圧超電導体であることは考えられないと結論付けた。 | SBS、中央日報ほか                   |                                     |
| ソウル大学新領域錯物性研究センター                                 | 韓国                  | 試行中                                           |                           | |                                     |                                     |
| ソウル大学自然科学大学物理学研究科（LK99検証委員会による依頼）     | 韓国                  | 試行中                                           |                           | | 中央日報ほか                        |                                     |
| 高麗大学超伝導材料応用研究室                                       | 韓国                  | 試行中                                           |                           | | 中央日報ほか                        |                                     |
| 成均館大学量子材料・超伝導研究センター独自チーム                   | 韓国                  | 再試行中                                         | 失敗＃試行１ 失敗＃試行２ | ・浮上‐× ・ゼロ抵抗‐× |                                     |                                     |
| 成均館大学量子材料・超伝導研究センター（LK99検証委員会による依頼） | 韓国                  | 試行中                                           |                           | | 中央日報ほか                        |                                     |
| POS-Tech浦項工科大学（LK99検証委員会による依頼）                   | 韓国                  | 試行中                                           |                           | |                                     |                                     |
| 韓国エネルギー技術研究院（KIER）、量子エネルギー研究所             | 韓国                  | 解析中                                           |                           | ・XRD適合‐〇 ※初の開発者提供サンプルによる検証。 微結晶構造が論文と一致していることを確認。 超高性能電子顕微鏡を使用し、薄膜にするなど様々な観察を行う。 | 聯合ニュース デジタルタイムズ       |                                     |
| 韓国科学技術研究所 (KIST)                                          | 韓国                  | 試行中                                           |                           | |                                     |                                     |
| インド国立物理研究所、インド科学産業研究評議会                     | インド                | 予備結果公表                                     | 失敗＃１ 部分失敗＃２     | ・XRD適合‐〇 ・反磁性‐〇(280K下） ・浮上‐× ・バルク超電導‐× |                                     | 仮論文＃１：arXiv 仮論文＃２：arXiv |
| 南洋理工大学                                                       | シンガポール          | 再試行中                                         | 試行中                    | ・反磁性‐〇 |                                     |                                     |
| 国立台湾大学物理学系高温超導物理研究科                             | 中華民国（台湾）      | 再試行中                                         | 部分成功                  | ・反磁性‐〇 ・ゼロ抵抗‐× ・半導体のような挙動あり | 自由時報                            |                                     |
| AGH科学技術大学物質科学・焼結体研究センター                        | ポーランド            | 再試行中                                         | 部分成功                  | ・浮上‐△（部分的） ・反磁性‐〇 |                                     |                                     |
| ウーロンゴン大学                                                   | オーストラリア        | 試行中                                           |                           | |                                     |                                     |
| クイーンズランド工科大学                                           | オーストラリア        | 試行中                                           |                           | |                                     |                                     |
| カレル大学                                                         | チェコ                | 合成中                                           |                           | 合成方法を間違えたと発言。再合成。 |                                     |                                     |

### シミュレーションによる検証（理論検証）
未完成のままarxivへの掲載が行われたため、論文はLK-99 の超伝導メカニズムに対する理論的説明が不完全だとされた。このため、他の研究室による分析で、LK-99の電子特性に関して、スーパーコンピュータ等によるシミュレーションと理論的評価の追加が行われた。理論検証は一般に現実の複雑性をそぎ落とし、抽象化された仮想空間における仮定された現象を前提するため、決定的な証拠とはなりえない。加えてこれに際し、プリンストン大学スクープラボは前提とする結晶構造の存在自体が誤っている可能性も考慮に入れるべきだとした。一方で、ある一定の評価は、少なくとも対象の研究方向の正当性を示している可能性がある。
| 研究機関 | 国                                     | 結論 | 論文          |
| --- | -------------------------------------- | --- | ------------- |
| 理化学研究所創発物性科学研究センター量子物性研究チーム、カルフォルニア大学バークレー校                                                           | 日本 アメリカ合衆国                    | 空間群の密束縛モデルを構築・解析し、対称強制バンド交差、狭エネルギーバンド、ファンホーブ特異点など、バンド構造の重要な特性を捉え、理論の位相幾何学的特性について評価。 | 仮論文：arXiv |
| NASA航空宇宙局エイムズ研究センター、 コロンビア大学、アイオワ州立大学、厦門大学                                                                  | アメリカ合衆国、 中国                  | LK-99の電子構造と磁気特性を第一原理計算により解析。フェルミ面近傍に局所的な分子Cu-Oバンドと、磁気不安定性の強いCu-Oクラスターが形成され、クラスター間に長距離磁気シーケンスがなく、スピンガラスに似た挙動を示すことを明らかにした。 | 仮論文：arXiv |
| 韓国科学技術院（KAIST）、ジョンズ・ホプキンズ大学                                                                                                | 韓国、 アメリカ合衆国                  | 研究機関によって、追試結果が異なる要因を理論的に説明。サンプルの詳細に応じて、超伝導体、絶縁体、異常金属になる可能性があるとした。伝導電子はドープされた Cu 原子からのもので、価数が近いことを示唆しており、スレーブボソン平均場の計算を実行すると、s 波ペアリングを確認。この上で、超伝導体が得られる可能性があるとした（ただ、DFT 計算では、極小さな値が予測され、LK99 が本当に高 Tc 超電導体である場合、現在のモデルを超える成分が必要になると指摘）。ドープされた Cu 原子が元の格子を歪め、Cu-Cu 距離が小さくなり、局所クラスターが形成され、これにt‐J モデル計算を局所的に適用すると、高い Tc s 波超伝導体となる可能性を示唆。 | 仮論文：arXiv |
| カリフォルニア大学アーバイン校、トロント大学 | アメリカ合衆国、 カナダ                | LK-99のフラットバンドの主な特徴を理論的に再現。推定超伝導秩序変数の対称性に関する議論に対し、最小強結合近似モデルを提案。 | 仮論文：arXiv |
| ローレンス・バークレー国立研究所 | アメリカ合衆国                         | 3D構造のDFT解析によって電子構造が調査され、格子定数のわずかな減少を示した。のちに、超伝導の明らかなる証拠を提示したわけではないと釈明。 | 仮論文：arXiv |
| コロラド大学ボルダー校、国立再生可能エネルギー研究所、キングス・カレッジ・ロンドン                                                               | アメリカ合衆国、 イギリス              | LK-99が常温超伝導体である可能性を示唆。また、LK-99 の実現に関係なく、将来の常温超伝導体を実現する理論的可能性を確認。研究の方向性を評価した。さらに、LK99のようなハイブリッド形成を最小限に抑えながら、銅と酸素の弱い相互作用を用いた材料は、高温超伝導となる可能性が高いことも判明した。 | 仮論文：arXiv |
| スペイン科学イノベーション省、スペイン国立エネルギー研究センター、アルメニア国立科学アカデミー、チャップマン大学量子研究所先端物理学研究センター | スペイン、 アルメニア、 アメリカ合衆国 | LK99は超伝導性を持つかもしれないが、その場合、超伝導相と絶縁相が混在する不均一化合物であると指摘。常温超伝導性の有無を確認するときには、すぐに結論付けず、慎重な判断と検証が必要とした。 | 仮論文：arXiv |
| ウィーン工科大学、西北大学、ケンブリッジ大学 | オーストリア、 中国、 イギリス         | | 仮論文：arXiv |
| 中国科学院国家材料科学研究所 | 中国                                   | LK-99のフラットバンドを確認、超伝導性を持つとした。LK-99の結晶構造を把握し、既存の結晶構造はバンドギャップが大きい絶縁体だが、ドーピングを通じて金属転移及び体積収縮をもたらしたことを明らかにした。銅の代わりに金をドーピングすると同様の効果が得られるだけでなく、2つのフラットバンドの間隔が減ると明らかにした。 | 仮論文：arXiv |
| 蘭州大学 | 中国                                   | LK-99の電子構造を第一原理計算を用いて研究し、銅ドープ原子と1/4が占めるO1原子との混成がLK-99超伝導の質を決定することとした。 超伝導の可能方法が理論を通して提案された。 | 仮論文：arXiv |
| 西北大学、オーストラリア工科大学 | 中国、 オーストリア                    | 密度汎関数理論の計算により、LK-99はドープされているという条件のもと、超伝導である可能性が示された（正しくドープされた結晶が実際に存在し得るかは判らない）。LK99が反磁性を保有する場合、超伝導の可能性が高いことを示唆。 | 仮論文：arXiv |
| インド工科大学数理科学研究所、ペリメーター理論物理学研究所                                                                                       | インド、 カナダ                        | LK-99内の超伝導のメカニズムの理論化に成功。LK-99の銅鎖がモット絶縁体として機能し、周囲の絶縁要素と相互作用を引き起こすのだとした。 | 仮論文：arXiv |
| ロシア科学アカデミー、ウラル連邦大学、スコルコヴォ科学技術研究所、モスクワ物理工科大学                                                           | ロシア                                 | | 仮論文：arXiv |
| チェコ国立科学アカデミー | チェコ                                 | LK‐99は、銅ドーピングによる電荷密度波によって「対称性破れ相転移」を引き起こしために、結晶は金属特性、極性、キラリティーを同時に有する特異な構造をもつ。この特定の構造が、超伝導特性に関連している可能性を示した。 | 仮論文：arXiv |
| チリ大学、国立ナノサイエンス・ナノテクノロジー開発センター                                                                                       | チリ                                   | DFT分析の結果、フラットバンドかつ、大きな電子（フォノン結合）を発見。 | 仮論文：arXiv |

## 論文
- The First Room-Temperature Ambient-Pressure Superconductor
- Superconductor Pb10−xCux(PO4)6O showing levitation at room temperature and atmospheric pressure and mechanism